# Cuse-et-Adrisans
Cuse-et-Adrisans è un comune francese di 262 abitanti situato nel dipartimento del Doubs nella regione della Borgogna-Franca Contea.

## Società

### Evoluzione demografica
Abitanti censiti